# Markus Schaberl
Markus Schaberl (16 novembre 1996) è un giocatore di football americano austriaco che gioca come tight end per i Vienna Vikings.